# Kosmetik-Verordnung
Die Kosmetik-Verordnung ist eine deutsche Rechtsverordnung. Sie dient der Überwachung des Verkehrs mit kosmetischen Mitteln sowie der Durchführung der Verordnung (EG) Nr. 1223/2009 über kosmetische Mittel (§ 1 der Kosmetik-Verordnung).

## Seit 2014
Durch Inkrafttreten der Verordnung (EG) Nr. 1223/2009 am 11. Januar 2012 wurden die wesentlichen Anforderungen und Verpflichtungen an kosmetische Mittel europaweit einheitlich geregelt. Im Gegensatz zu europäischen Richtlinien sind europäische Verordnungen nicht erst in nationales Recht umzusetzen, weshalb die Verordnung (EG) Nr. 1223/2009 unmittelbar in allen Mitgliedstaaten der Europäischen Union in Kraft trat.
Dennoch wurde die deutsche Verordnung über kosmetische Mittel mit Wirkung zum 24. August 2014 geändert. Sie dient der Überwachung des Verkehrs mit kosmetischen Mitteln sowie der Durchführung der Verordnung (EG) Nr. 1223/2009. Es werden nur noch jene Umstände zusätzlich geregelt, die nicht bereits über die Verordnung (EG) Nr. 1223/2009 europaweit einheitlich geregelt werden wie die Angabe der Mindesthaltbarkeit. Hierzu gehören die Anzeigepflicht, Verwendung der deutschen Sprache (außer für Inhaltsstoffe), Informations- und Behandlungszentren für Vergiftungen, Ausnahmen für die Einfuhr oder Sanktionierung.

## 1978–2014
Vor ihrer Neufassung 2014 regelte die Kosmetik-Verordnung die näheren Umstände, unter denen kosmetische Mittel in Deutschland in Umlauf gebracht werden durften. In verschiedenen Anhängen wurden erlaubte und verbotene Inhaltsstoffe gelistet.
Die Kosmetik-Verordnung setzte die Richtlinie 76/768/EWG in deutsches Recht um.
In der Anlage 1 waren Stoffe zusammengestellt, die für die Herstellung oder Behandlung von kosmetischen Mitteln verboten sind. Diese Anlage umfasste 1372 Positionen, wobei einige Positionen sehr viele Einzelstoffe enthielten. So waren unter Nr. 21 Adrenomimetische Amine 37 Einzelstoffe genannt. Neben vielen Arzneistoffen waren auch radioaktive Stoffe und bestimmte Pflanzen(bestandteile) verboten, wie z. B. Blauer Eisenhut.
In der Anlage 2 waren Stoffe gelistet, die mit Einschränkungen zugelassen waren.
Als Farbstoffe durften nur die Substanzen verwendet werden, die in der Anlage 3 genannt wurden. Auch wurden dort ggf. Verwendungsbeschränkungen und Höchstmengen festgelegt.
Nur die Konservierungsstoffe, die in der Anlage 6 genannt wurden, durften in kosmetischen Mitteln verwendet werden. Beispiele für Konservierungsstoffe sind Benzoesäure, Propionsäure und Sorbinsäure.
Ultraviolett-Filter durften nur verwendet werden, wenn sie in Anlage 7 genannt waren. Diese Stoffe werden kosmetischen Mitteln zu dem Zweck beigemengt, um Ultraviolett-Strahlen zu filtern, um die Haut vor bestimmten schädlichen Einwirkungen dieser Strahlen zu schützen. Beispiele für UV-Filter sind Titandioxid, 2-Hydroxy-4-methoxybenzophenon und 4-Methoxyzimtsäure-2-ethylhexylester.
Weiterhin wurden bestimmte Warnhinweise vorgeschrieben. Wenn z. B. die Konzentration an freiem Formaldehyd > 0,05 % ist, musste der Hinweis „Enthält Formaldehyd“ auf der Verpackung angebracht werden. Generell mussten die Bestandteile auf der Verpackung in der vorgeschriebenen Form (INCI) angegeben werden.